# Gerry Austgarden
Gerry Austgarden (ur. 7 stycznia 1964 w Fort St. John) – kanadyjski niepełnosprawny sportowiec, złoty medalista paraolimpijski w curlingu z 2006.
Curling zaczął uprawiać w 2003, wcześniej grał m.in. w koszykówkę i racquetball. Na arenie międzynarodowej zadebiutował jako rezerwowy w zespole Chrisa Dawa na Mistrzostwach Świata 2005. W następnym sezonie był na trzeciej pozycji, reprezentował Kanadę na Zimowych Igrzyskach Paraolimpijskich 2006. Drużyna zajęła 1. miejsce w fazie grupowej wygrywając pięć a przegrywając dwa spotkania. W półfinale zespół Klonowego Liścia pokonał 5:4 Norwegię (Geir Arne Skogstad), zdobył złote medale triumfując w ostatnim meczu turnieju 7:4 nad Wielką Brytanią (Frank Duffy). 
W Mistrzostwach Świata 2007 Kanadyjczycy awansowali do fazy finałowej. Przegrali dwa mecze przeciwko Norwegii (Rune Lorentsen) i Szkocji (Michael McCreadie) i uplasowali się tuż za podium. W 2008 ponownie został kapitanem drużyny (wcześniej pełnił tę funkcję w 2004). Na mistrzostwach globu ponownie uplasował się na 4. miejscu ulegając w meczu o brąz Amerykanom (Augusto Jiminez Perez).

## Drużyna
|           | Czwarty/-a       | Trzeci/-a        | Drugi/-a         | Otwierający/-a |
| --------- | ---------------- | ---------------- | ---------------- | -------------- |
| 2011/2012 | Frank LaBounty   | Gerry Austgarden | Ellis Tull       | Corinne Jensen |
| 2009/2010 | Whitney Warren   | Frank LaBounty   | Gerry Austgarden | Allison Duddy  |
| 2008/2009 | Gerry Austgarden | Cyril Kinakin    | Ron Vaselenak    | Sonja Gaudet   |
| 2007/2008 | Darryl Neighbour | Gerry Austgarden | Ina Forrest      | Sonja Gaudet   |
| 2005/2007 | Chris Daw        | Gerry Austgarden | Gary Cormack     | Sonja Gaudet   |
| 2004/2005 | Gerry Austgarden | Ron Vaselenak    | Sonja Gaudet     | Eric Eales     |

## Życie prywatne
Na wózku porusza się od 1987, kiedy doznał urazu rdzenia kręgowego. Od 1986 jest żonaty z Doreen, ma córkę Zoe-Ann (ur. 1997). Pracuje jako doradca finansowy.